# Tränen der Erinnerung – Only Yesterday
Tränen der Erinnerung – Only Yesterday (jap. おもひでぽろぽろ Omohide Poro Poro) ist ein Anime-Film aus dem Jahr 1991, der auf einem Manga von Hotaru Okamoto und Yūko Tone basiert. Regie führte Isao Takahata, die Animation entwarf das Studio Ghibli. Der Film beschreibt eine japanische Frau, die sich während einer Reise aufs Land an ihre Kindheit als zehnjährige Schülerin erinnert.

## Handlung
Die 27-jährige Taeko ist im Jahr 1982 eine Büroangestellte in Tokio. Obwohl ihre Familie sie zum Heiraten drängt, ist sie alleinstehend. Taeko, die schon seit ihrer Geburt in Tokio lebt, möchte die Großstadt für ein paar Tage verlassen und wegfahren, um sich ein wenig Urlaub zu gönnen. Sie besucht dort die Familie ihres Schwagers, der mit ihrer ältesten Schwester Nanako verheiratet ist. Bereits im Jahr davor hatte sie auf den Reisfeldern geholfen, dieses Mal möchte sie bei der Ernte der Färberdisteln helfen. Ihr Schwager entstammt ursprünglich einer Bauernfamilie vom Land, der Präfektur Yamagata im Norden Japans. Auf der Fahrt dorthin erlangt sie Erinnerungen an ihre Kindheit in der fünften Klasse der Grundschule wieder. Sie erinnert sich unter anderem an ihre erste Liebe.
Am Ziel ihrer Reise empfängt sie der junge Toshio, der ihr sogleich vom Leben als Landwirt erzählt. Taeko freut sich, der Familie bei der Ernte helfen zu können. Immer wieder tauchen Erinnerungen an ihre Schulzeit auf, die sie oft Toshio erzählt. Viele dieser Erinnerungen, teils schmerzhafte, teils glückliche, handeln von den Unterschieden und Gegensätzen zwischen der Stadt und dem Land.
Die Familie des Ehemannes ihrer Schwester schließt sie ins Herz und möchte, dass sie auf dem Land bleibt, bei der Landwirtschaft hilft und Toshio heiratet. Taeko weiß nicht, ob sie bereit ist, einen so großen Schritt zu tun, und steigt in den Zug nach Tokio. An der nächsten Haltestelle steigt sie aus und fährt zurück, um doch auf dem Land zu bleiben und ein Leben mit Toshio zu führen.

## Entstehungsgeschichte

### Vom Manga zum Film
Die Vorlage des Films, ein Shōjo-Manga für Mädchen, behandelt lediglich die Erlebnisse der zehnjährigen Taeko. Die Autorin Hotaru Okamoto schrieb die Geschichte, die Zeichnerin Yūko Tone setzte ihre Geschichte in gezeichneter Form um. Der Seirindō-Verlag, der vor allem für die Veröffentlichung des alternativen Manga-Magazins Garo bekannt ist, brachte den über 350 Seiten umfassenden Manga im Jahr 1988 erstmals heraus. Ab 1990, nach Bekanntgabe, dass Isao Takahata den Comic verfilmen wolle, wurde der Manga, der oft mit Chibi Maruko-chan und Crayon Shin-chan verglichen wird, in Japan mehrmals neu aufgelegt.
Isao Takahata, der 1988 mit seinem Antikriegsfilm Die letzten Glühwürmchen Aufsehen erregt hatte, verfasste das Drehbuch, konzentrierte sich dabei aber nicht nur auf die im Manga beschriebene Zehnjährige, sondern änderte die Handlung so, dass eine Erwachsene sich an ihre Kindheit erinnert. Als Takahata mit der Geschichte an Produktionsfirmen und Produzenten herantrat stieß er zunächst auf Ablehnung, da die Geschichte zu „normal“ gewesen sei. Allerdings entschloss sich Takahatas langjähriger Freund Hayao Miyazaki, als Produzent für Tränen der Erinnerung einzuspringen.

### Produktion
Die Fertigstellung des Films war ursprünglich für den Herbst 1990 geplant, weil er im November in die japanischen Kinos kommen sollte. Allerdings verzögerte sich die Produktion bis zum Juni 1991 und dauerte schließlich 15 Monate; allein die Kameraaufnahmen benötigten sechs Monate. Grund für die unerwartete Verzögerung war, dass Takahata eine möglichst realistische Animation haben wollte. So fuhr Takahata gemeinsam mit einem 17-köpfigen Team nach Yamagata, um die Landschaften und das Leben der Bauern besser einschätzen zu können. Vor allem aber sollten die Bewegungen der Figuren realitätsnah sein. Falten sollten – wie sonst bei Animes unüblich – sichtbar sein. Das Verhalten, beispielsweise das Lachen, entnahm man dabei teilweise den jeweiligen Synchronsprechern der Figuren.
Als Synchronsprecher wählte man Personen (überwiegend Schauspieler) aus, die dem Alter der Charaktere entsprechen. Miki Imai übernahm die Rolle der Taeko, Yōko Honna sprach Taeko als Kind. Toshio wurde vom Schauspieler Toshirō Yanagiba synchronisiert. Der renommierte Anime-Zeichner und -Regisseur Yoshifumi Kondō, der unter anderem für die Figurengestaltung bei der Serie Anne mit den roten Haaren sowie bei Die letzten Glühwürmchen verantwortlich war, war als Charakterdesigner für den Film zuständig.
Katsu Hoshi studierte die Musik des Films mit einem 28-köpfigen Orchester ein. Das Titellied mit dem Namen Ai wa Hana, Kimi wa sono Tane (愛は花、君はその種子), gesungen von Miyako Harumi, ist eine japanische Übersetzung des von Amanda McBroom geschriebenen Songs The Rose der US-amerikanischen Sängerin Bette Midler.

## Synchronisation
Der Film wurde bei der Film- & Fernseh-Synchron in Berlin synchronisiert. Frank Lenart führte die Dialogregie.
| Rolle          | Japanischer Sprecher (Seiyū) | Englischer Sprecher | Deutscher Sprecher         |
| -------------- | ---------------------------- | ------------------- | -------------------------- |
| Taeko Okajima  | Miki Imai                    | Daisy Ridley        | Angela Wiederhut           |
| Taeko als Kind | Youko Honna                  | Alison Fernandez    | Lara Wurmer                |
| Toshio         | Toshirō Yanagiba             | Dev Patel           | Patrick Schröder           |
| Herr Okajima   | Masahiro Ito                 | Matthew Yang King   | Thomas Rauscher            |
| Frau Okajima   | Michie Terada                | Grey Griffin        | Susanne von Medvey         |
| Nanako Okajima | Yorie Yamashita              | Laura Bailey        | Jana Schölermann           |
| Toko           | Megumi Komine                | Ava Acres           | Geraldine Haacke-Guillaume |
| Oma            | Shin Itō                     | Nika Futterman      | Ruth Küllenberg            |
| Aiko           | Mei Oshitani                 | Stephanie Sheh      | Luna Ragheb                |
| Tsuneko Tani   | Mayumi Iizuka                | Hope Levy           | Melina Borcherding         |
| Yaeko Okajima  | Yuki Minowa                  | Ashley Eckstein     | Gabrielle Pietermann       |

## Rezeption
Seine Premiere feierte der 118-minütige Film am 5. Juli 1991. Am 20. Juli 1991 startete er in den japanischen Kinos, wo er ein überraschend großer kommerzieller Erfolg wurde. Tränen der Erinnerung war mit einem Einspielergebnis von 1,87 Milliarden Yen der erfolgreichste japanische Film im Jahr 1991. Auch Filmkritiker lobten den Film überwiegend. Das Kinder- und Jugendfilmzentrum lobte den „bedächtigen Erzählrhythmus“, „die kleinen Gesten und die genaue Beobachtung, die die melancholische Atmosphäre des Films prägen“, kritisierte aber auch, Takahata würde die Geschichte nostalgisch verklären, etwa durch die „idealistische Botschaft vom Glück des Landlebens“.
Das Lexikon des internationalen Films schreibt: „Die Gedanken der jungen Heldin bilden das Fundament einer sentimentalen, aber keineswegs kitschigen Liebeserklärung an Land und Leute“ und resümiert: „Das stille Drama ist nicht nur für einen Trickfilm ungewöhnlich ernst und dabei doch spielerisch und weise; auch für ein real verfilmtes Drama hätte es außergewöhnliche Sichtweisen parat.“
Tränen der Erinnerung wurde außerhalb Asiens nicht im Kino gezeigt, jedoch erschien der Film am 6. Juni 2006 in Deutschland bei Universum Anime auf DVD. Die Synchronrolle der Taeko übernahm Angela Wiederhut, die unter anderem auch Haru in der deutschen Fassung des Studio-Ghibli-Films Das Königreich der Katzen sprach.